# Giải Video âm nhạc của MTV cho Video xuất sắc nhất của nam ca sĩ
Giải Video âm nhạc của MTV cho Video xuất sắc nhất của nam ca sĩ là một hạng mục trao giải của giải thưởng MTV Video Music Awards, bắt đầu trao vào năm 1984. Năm 2007, giải được đổi tên thành Nam nghệ sĩ xuất sắc nhất, nhưng trở lại với tên cũ vào năm 2008 đến năm 2016. Năm 2017, hạng mục này cùng với hạng mục Video xuất sắc nhất của nữ ca sĩ đã được thay thế thành giải Nghệ sĩ của năm vì MTV muốn loại bỏ các giải thưởng dành riêng cho giới tính.

## Danh sách chiến thắng và đề cử
| Năm  | Chiến thắng                                                       | Đề cử khác                                                           | Nguồn  |
| ---- | ----------------------------------------------------------------- | -------------------------------------------------------------------- | ------ |

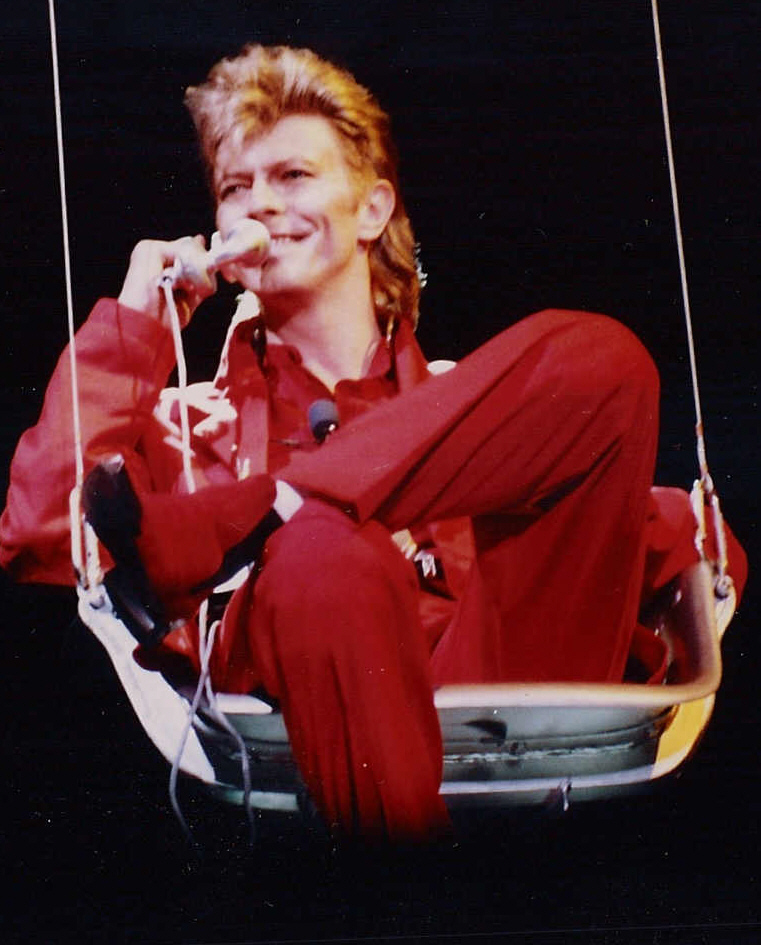
Chiến thắng lần đầu tiên, David Bowie

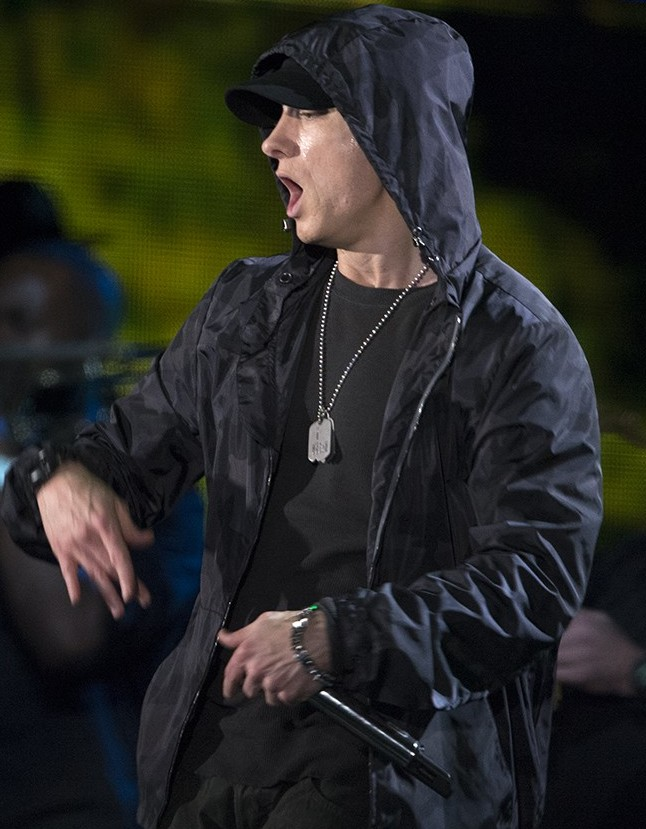
Eminem là nghệ sĩ nhận nhiều giải nhất (3) và đề cử nhất (9)

| 1984 | David Bowie — "China Girl"                                        | - Lionel Richie — "All Night Long (All Night)"                       | [ 2 ]  |
| 1985 | Bruce Springsteen — "I'm on Fire"                                 | - David Lee Roth — "Just a Gigolo/I Ain't Got Nobody"                | [ 3 ]  |
| 1986 | Robert Palmer — "Addicted to Love"                                | - Sting — "If You Love Somebody Set Them Free"                       | [ 4 ]  |
| 1987 | Peter Gabriel — "Sledgehammer"                                    | - Steve Winwood — "Higher Love"                                      | [ 5 ]  |
| 1988 | Prince (hợp tác với Sheena Easton) — "U Got the Look"             | - Steve Winwood — "Back in the High Life Again"                      | [ 6 ]  |
| 1989 | Elvis Costello — "Veronica"                                       | - Steve Winwood — "Roll with It"                                     | [ 7 ]  |
| 1990 | Don Henley — "The End of the Innocence"                           | - Michael Penn — "No Myth"                                           | [ 8 ]  |
| 1991 | Chris Isaak — "Wicked Game (Concept)"                             | - George Michael — "Freedom! '90"                                    | [ 9 ]  |
| 1992 | Eric Clapton — "Tears in Heaven (trực tiếp)"                      | - "Weird Al" Yankovic — "Smells Like Nirvana"                        | [ 10 ] |
| 1993 | Lenny Kravitz — "Are You Gonna Go My Way"                         | - Sting — "If I Ever Lose My Faith in You"                           | [ 11 ] |
| 1994 | Tom Petty & the Heartbreakers — "Mary Jane's Last Dance"          | - Bruce Springsteen — "Streets of Philadelphia"                      | [ 12 ] |
| 1995 | Tom Petty — "You Don't Know How It Feels"                         | - Lucas — "Lucas with the Lid Off"                                   | [ 13 ] |
| 1996 | Beck — "Where It's At"                                            | - Seal — "Don't Cry"                                                 | [ 14 ] |
| 1997 | Beck — "Devils Haircut"                                           | - Will Smith — "Men in Black"                                        | [ 15 ] |
| 1998 | Will Smith — "Just the Two of Us"                                 | - Brian McKnight — "Anytime"                                         | [ 16 ] |
| 1999 | Will Smith — "Miami"                                              | - Ricky Martin — "Livin' la Vida Loca"                               | [ 17 ] |
| 2000 | Eminem — "The Real Slim Shady"                                    | - Moby — "Natural Blues"                                             | [ 18 ] |
| 2001 | Moby (hợp tác với Gwen Stefani) — "South Side"                    | - Robbie Williams — "Rock DJ"                                        | [ 19 ] |
| 2002 | Eminem — "Without Me"                                             | - Usher — "U Got It Bad"                                             | [ 20 ] |
| 2003 | Justin Timberlake — "Cry Me a River"                              | - John Mayer — "Your Body Is a Wonderland"                           | [ 21 ] |
| 2004 | Usher (hợp tác với Lil Jon và Ludacris) — "Yeah!"                 | - Kanye West (hợp tác với Syleena Johnson) — "All Falls Down"        | [ 22 ] |
| 2005 | Kanye West — "Jesus Walks"                                        | - Usher — "Caught Up"                                                | [ 23 ] |
| 2006 | James Blunt — "You're Beautiful"                                  | - Kanye West (hợp tác với Jamie Foxx) — "Gold Digger"                | [ 24 ] |
| 2007 | Justin Timberlake                                                 | - Kanye West                                                         | [ 25 ] |
| 2008 | Chris Brown — "With You"                                          | - Usher (hợp tác với Young Jeezy) — "Love in This Club"              | [ 26 ] |
| 2009 | T.I. (hợp tác với Rihanna) — "Live Your Life"                     | - Kanye West — "Love Lockdown"                                       | [ 27 ] |
| 2010 | Eminem — "Not Afraid"                                             | - Usher (hợp tác với will.i.am) — "OMG"                              | [ 28 ] |
| 2011 | Justin Bieber — "U Smile"                                         | - Kanye West (hợp tác với Rihanna và Kid Cudi) — "All of the Lights" | [ 29 ] |
| 2012 | Chris Brown — "Turn Up the Music"                                 | - Usher — "Climax"                                                   | [ 30 ] |
| 2013 | Bruno Mars — "Locked Out of Heaven"                               | - Justin Timberlake — "Mirrors"                                      | [ 31 ] |
| 2014 | Ed Sheeran (hợp tác với Pharrell Williams) — "Sing"               | - Pharrell Williams — "Happy"                                        | [ 32 ] |
| 2015 | Mark Ronson (hợp tác với Bruno Mars) — "Uptown Funk"              | - The Weeknd — "Earned It"                                           | [ 33 ] |
| 2016 | Calvin Harris (hợp tác với Rihanna) — "This Is What You Came For" | - Kanye West — "Famous"                                              | [ 34 ] |

## Kỷ lục
- Chiến thắng nhiều lần nhất:
  - 1. Eminem: 3 lần
  - 2. Justin Timberlake, Will Smith, Beck, Tom Petty, Chris Brown: 2 lần
- Nhiều đề cử nhất (bao gồm cả năm 2007)

| Xếp hạng      | 1      | 2          | 3     | 4                 | 5                           |
| ------------- | ------ | ---------- | ----- | ----------------- | --------------------------- |
| Nghệ sĩ       | Eminem | Kanye West | Usher | Bruce Springsteen | Beck Justin Timberlake T.I. |
| Tổng số đề cử | 9      | 7          | 6     | 5                 | 4                           |